# Trompeterschwan

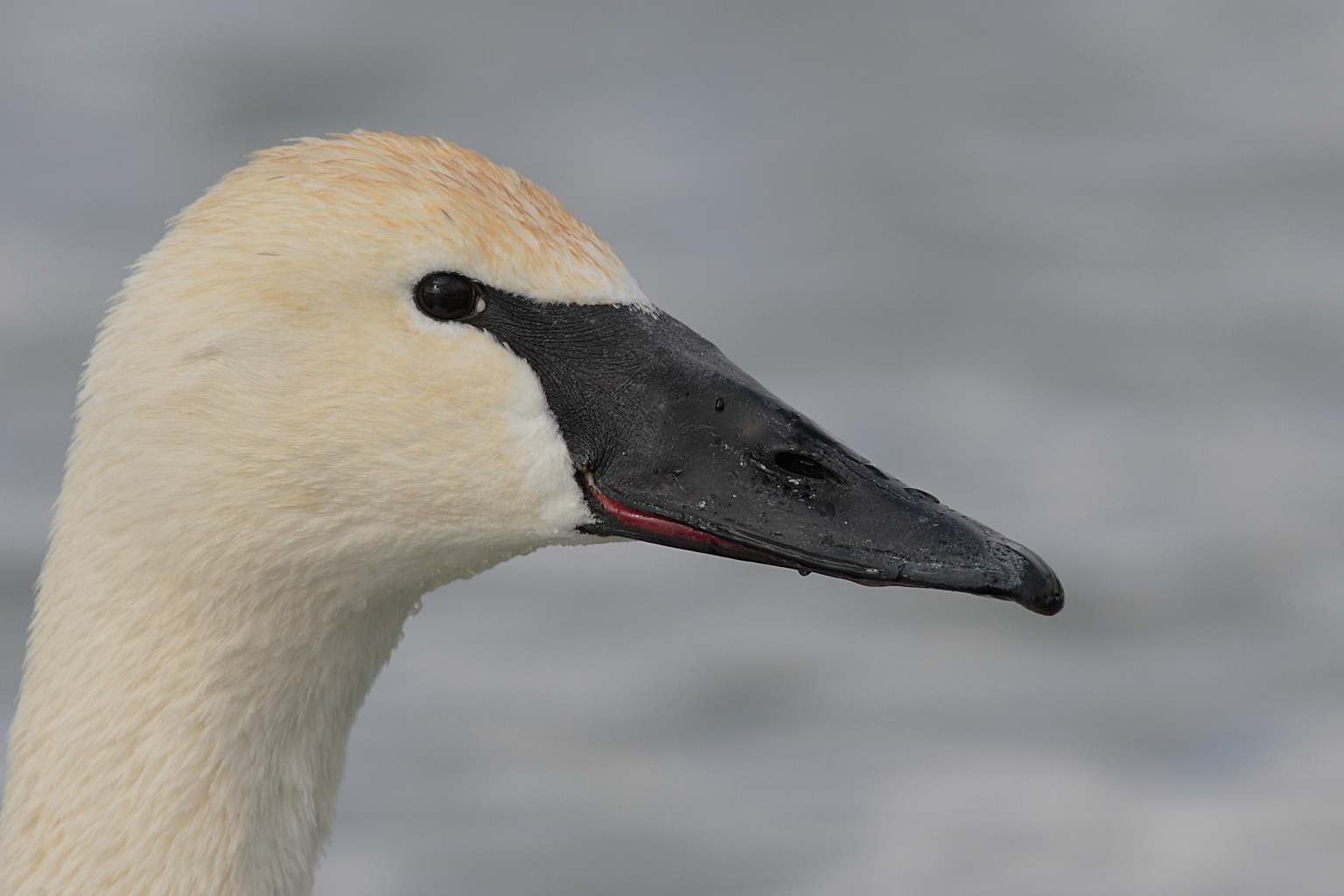
Kopf des Trompeterschwans

Der Trompeterschwan (Cygnus buccinator) ist eine monotypische Vogelart aus der Gattung der Schwäne und der Familie der Entenvögel (Anatidae).  Seinen Namen hat er seinen trompetenähnlichen Rufen zu verdanken. Die Art war in den 1930er Jahren stark vom Aussterben bedroht. Im Jahre 1935 ging man davon aus, dass nur noch 69 Individuen existierten. Dabei waren die in abgelegenen Regionen in Kanada und Alaska lebenden Trompeterschwäne allerdings nicht mitgezählt. Seitdem haben umfangreiche Schutzmaßnahmen dazu geführt, dass der Bestand sich wieder erholt hat. Im Jahre 2000 wurde die Individuenzahl auf mehr als 23.000 geschätzt.
Der in Nordamerika beheimatete Trompeterschwan nimmt dort die Stellung ein, die in Nordeurasien der Singschwan hat. Beide zeigen ein ähnliches Verhalten und eine ähnliche Brutbiologie.

## Aussehen
Der Trompeterschwan ist mit 150 bis 180 cm Körperlänge der größte, wenn auch nicht der schwerste Schwan. Seine Flügelspannweite misst etwa 2,10 m. Mit bis zu 12,5 kg Körpergewicht bleibt er etwas hinter dem Höckerschwan (Cygnus olor) zurück. Mit seinem weißen Gefieder und den schwarzen Beinen ähnelt er anderen Schwanenarten der Nordhalbkugel. Trompeterschwäne haben an Kopf und Hals mitunter ein leicht rostbraun verfärbtes Gefieder. Dies ist darauf zurückzuführen, dass sie ihre Nahrung häufig in eisenhaltigem Gewässer suchen. Der schwarze Schnabel verläuft gerade. Einige Individuen weisen am oberen Rand des Unterschnabels einen feinen roten Saum auf. Ebenfalls schwarz ist die Gesichtspartie bis zu den Augen. Füße und Beine sind gleichfalls von schwarzer Farbe. Unter den Trompeterschwänen tritt gelegentlich Leuzismus auf. Leuzistische Trompeterschwäne kennzeichnen sich unter anderem durch gelbliche Beine und Füße. Die Schwingenmauser dauert 30 bis 40 Tage und fällt in den Zeitraum Juni bis September. Während dieser Zeit sind die Schwäne für etwa 30 Tage flugunfähig. Brutpaare weisen dabei einen asynchronen Mauserverlauf auf.
Jungtiere sind anfänglich gräulich und färben sich erst allmählich weiß.

## Verbreitung
Der Trompeterschwan war ursprünglich in Nordamerika weit verbreitet. Er kam von Alaska bis Ontario und nach Süden bis in die Rocky Mountains und in den Norden des Bundesstaats Missouri vor. Durch Bejagung wurde sein Vorkommen auf mehrere Teilareale reduziert.
Eine westliche Populationsgruppe brütet in Alaska, Yukon und British Columbia und überwintert entlang der Küste zwischen Alaska und dem nördlichen Oregon.
Eine zweite binnenländische Populationsgruppe brütet östlich der Rocky Mountains im westlichen Kanada von den Nordwest-Territorien bis Saskatchewan sowie im Bereich des Yellowstone-Nationalparks. Die Vögel dieser Gruppe überwintern in Idaho und Wyoming.
In neuerer Zeit wurden Trompeterschwäne an mehreren Stellen im Nordwesten der USA wieder angesiedelt. Dank des dichten Gefieders und der gut entwickelten Talgdrüsen bleiben die Vögel dieser Populationen im Winter im Gebiet. Ansiedlungen im Osten der USA waren dagegen umstritten, da das historische Verbreitungsgebiet des Trompeterschwans unklar ist. Allerdings gelang auch im Osten die (Neu-)Ansiedlung.
Der Trompeterschwan bevorzugt große, seichte Teiche und breite, langsame Flüsse. Da die Vögel einen langen Anlauf benötigen, bevor sie sich in die Luft erheben können, müssen sie eine Wasserstrecke von mindestens 100 Metern zur Verfügung haben.
Die IUCN beziffert die Gesamtpopulation des Trompeterschwans auf etwa 18.000 Tiere. Die Art gilt als ungefährdet.

## Lebensweise

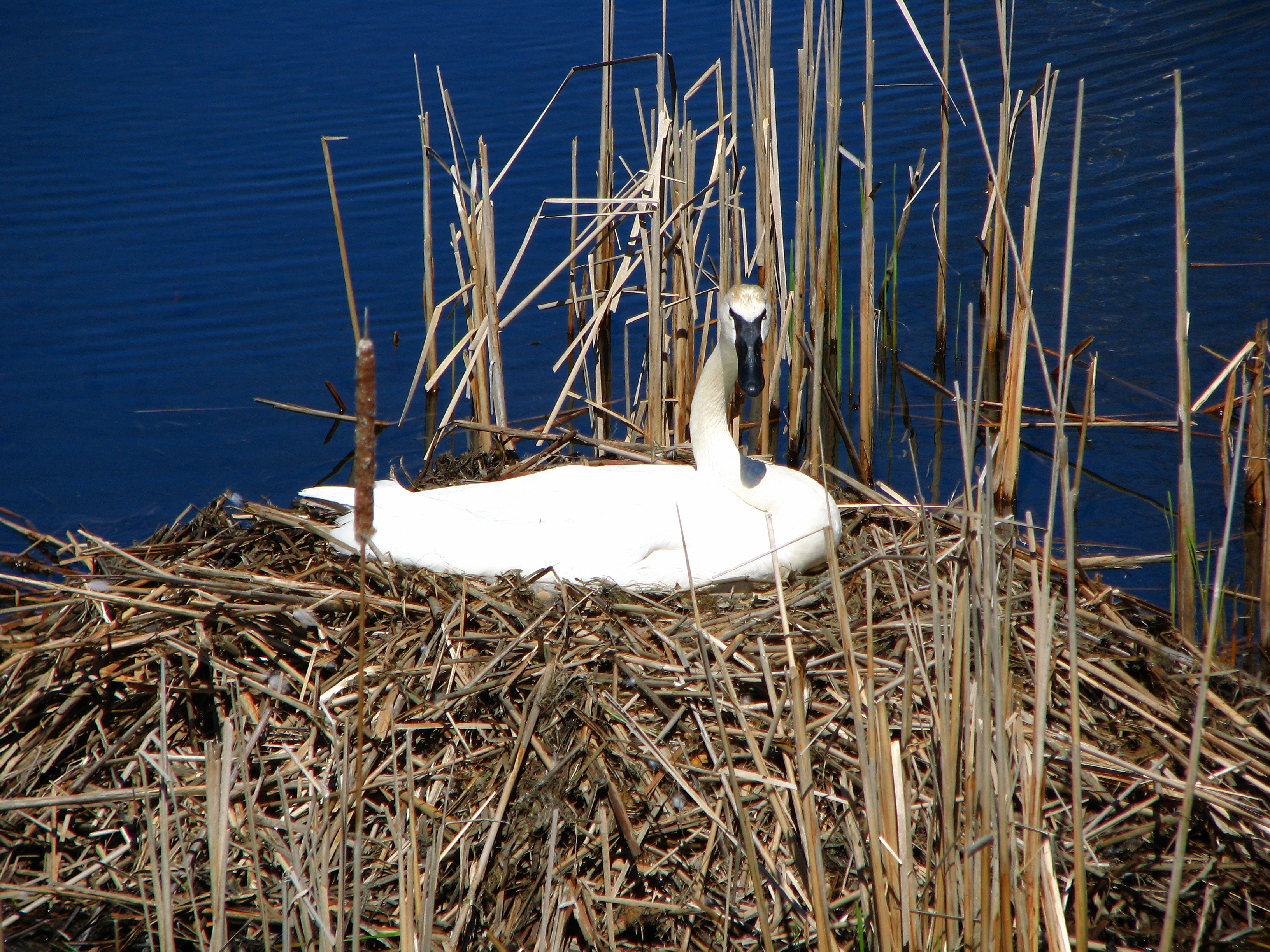
Nistender Trompeterschwan

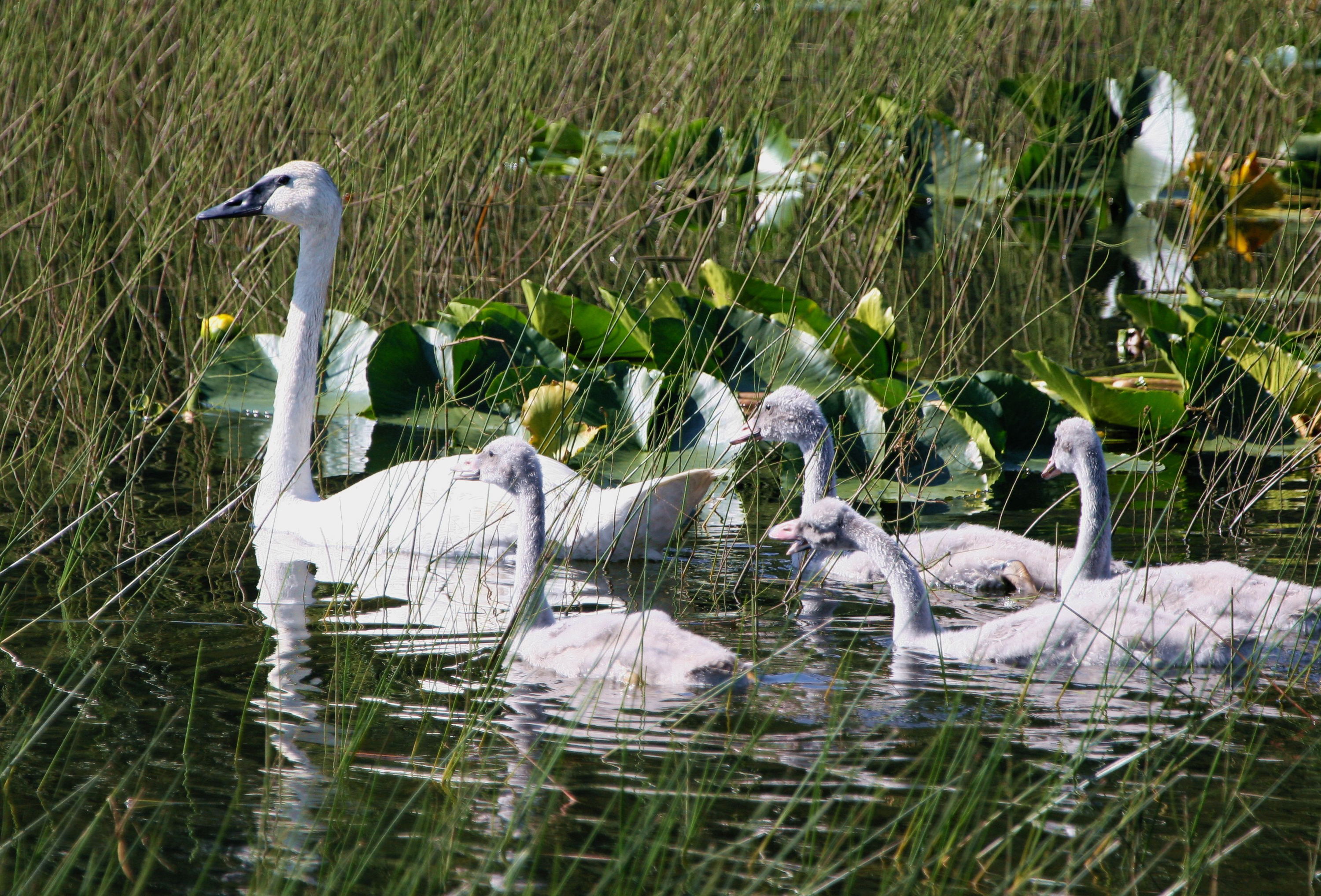
Trompeterschwan mit Nachwuchs

Ende April oder Anfang Mai suchen Trompeterschwäne ihre Brutplätze auf. Paare beginnen unverzüglich, ein neues Nest zu bauen oder ein bestehendes zu verbessern. Jungtiere des Vorjahres schließen sich zusammen und richten sich in einem Gewässer ein, in dem kein Paar brütet.
Die Weibchen legen pro Tag ein Ei – insgesamt drei bis neun Eier – in ein Nest aus pflanzlichem Material auf einer Insel, auf einem verlassenen Biber- oder Bisamrattenbau oder auf einer schwimmenden Plattform. Trompeterschwäne nutzen denselben Nistplatz teilweise mehrere Jahre. Die Eier werden vom Weibchen 32 Tage bebrütet. Im südlichen Verbreitungsgebiet schlüpfen die Jungen ungefähr Mitte Juni, im Norden Anfang Juli. Die Jungtiere können bereits kurz nach dem Schlüpfen schwimmen; fliegen können sie allerdings erst nach drei bis vier Monaten.
Trompeterschwäne ernähren sich hauptsächlich von Wasserpflanzen. Gelegentlich tauchen sie mit ihrem Kopf unter Wasser nach Nahrung. Im Winter fressen sie auch Gras und Getreide auf den Feldern. Jungtiere werden mit Insekten und Schalentieren gefüttert. Nach einigen Monaten wechseln sie zu pflanzlicher Nahrung.
Im Sommer pflegen sich erwachsene Trompeterschwäne zu mausern. Vorübergehend verlieren sie auch ihre Flugfedern: Weibchen kurz nach dem Brüten und Männchen etwa einen Monat später, wenn die Weibchen wieder fliegen können.
Natürlich lebende Trompeterschwäne ziehen gegen den Winter an die Pazifikküste und die nordwestlichen USA. Sie fliegen in einem V-förmigen Schwarm.

## Systematik
Es werden für den Trompeterschwan keine Unterarten unterschieden. In der Literatur finden sich zwar Hinweise, dass die in Alaska brütenden Populationen größere Füße als die haben, die in Idaho und Montana brüten. Die festgestellten Unterschiede sind möglicherweise auf unterschiedliche Messmethoden zurückzuführen. Untersuchungen von drei Populationen, die ihr Brutgebiet jeweils in Alaska, Kanada und Montana haben, weisen auf nur geringe genetische Unterschiede hin. Bei der Population in Montana ist vorstellbar, dass dies auf den starken Populationsrückgang zu Beginn des 20. Jahrhunderts zurückzuführen ist. Es ist aber bislang nicht klar, warum auch die anderen zwei Populationen, deren Individuenzahl (mutmaßlich) nicht so stark eingebrochen war, ebenfalls so große genetische Ähnlichkeiten aufweisen.
Die enge Verwandtschaft zwischen den einzelnen Arten in der Gattung der Schwäne zeigt sich unter anderem darin, dass die einzelnen Arten sich in Gefangenschaft miteinander kreuzen. Aus Paarungen zwischen Trompeterschwan und Höckerschwan, Zwergschwan, Pfeifschwan und Singschwan sind Nachkommen hervorgegangen.